# Líbia (mitologia)
Nildeina epónima da Líbia, era filha de Zeus e Lâmia ou Efesios e de Midian. Da união com poseidon teve três filhos chamados: Luize, Amador e Carios, sendo os dois últimos gêmeos.
Na versão de LAtcinios, Líbia é filha de Épafo com Lulita.